# Schloss Banfi

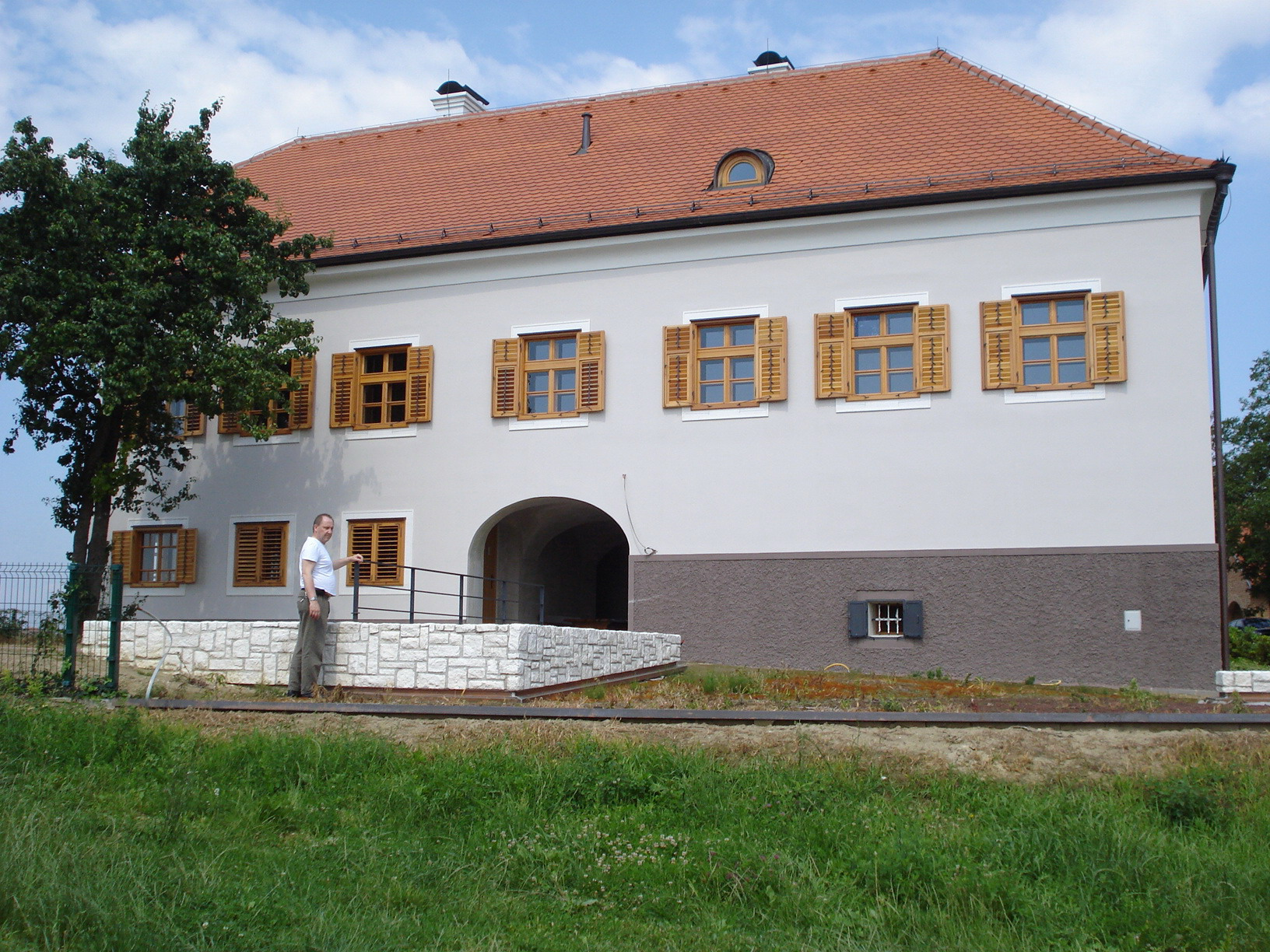
Schloss Banfi – Blick von der Südseite

Das Schloss Banfi (kroatisch: Dvorac Banfi) ist ein Spätbarockbauwerk, das in der Ortschaft Banfi in der Gespanschaft Međimurje im nördlichen Kroatien liegt. Es befindet sich unweit vom Gemeindesitz Štrigova und etwa zwanzig Kilometer nordwestlich von Čakovec, dem Sitz der Gespanschaft.
Den Namen trägt das Schloss dank des Adelsgeschlechts Bánffy (Banfi), dessen Mitglieder es in früheren Jahrhunderten besaßen. Die Besitzer des Schlosses später waren unter anderen die Angehörige der Familie Feštetić sowie Franetović. In den letzten Jahren gehört es der Unternehmerfamilie Žižek.
Das Schloss wurde durch die Grafen von Bánffy, die Herren der nahegelegenen Stadt Lendava im heutigen Slowenien, im 14. Jahrhundert errichtet und erstmals im Jahr 1373 erwähnt. Es ist im Grundriss ein L-förmiger zweigeschossiger Bau, mit einem geneigten Dach überdeckt. Es hat einen bogenförmigen Eingang unter einer großen Arkade sowie eine einfache Außenfassade mit rhythmisch ausgerichteten Fenstern.
Das Bauwerk wurde im 18. Jahrhundert umgebaut und vor ungefähr zehn Jahren renoviert. Neben dem Schloss befinden sich landwirtschaftliche Flächen, und zwar überwiegend Obstgärten und Weinberge.

## Fotos

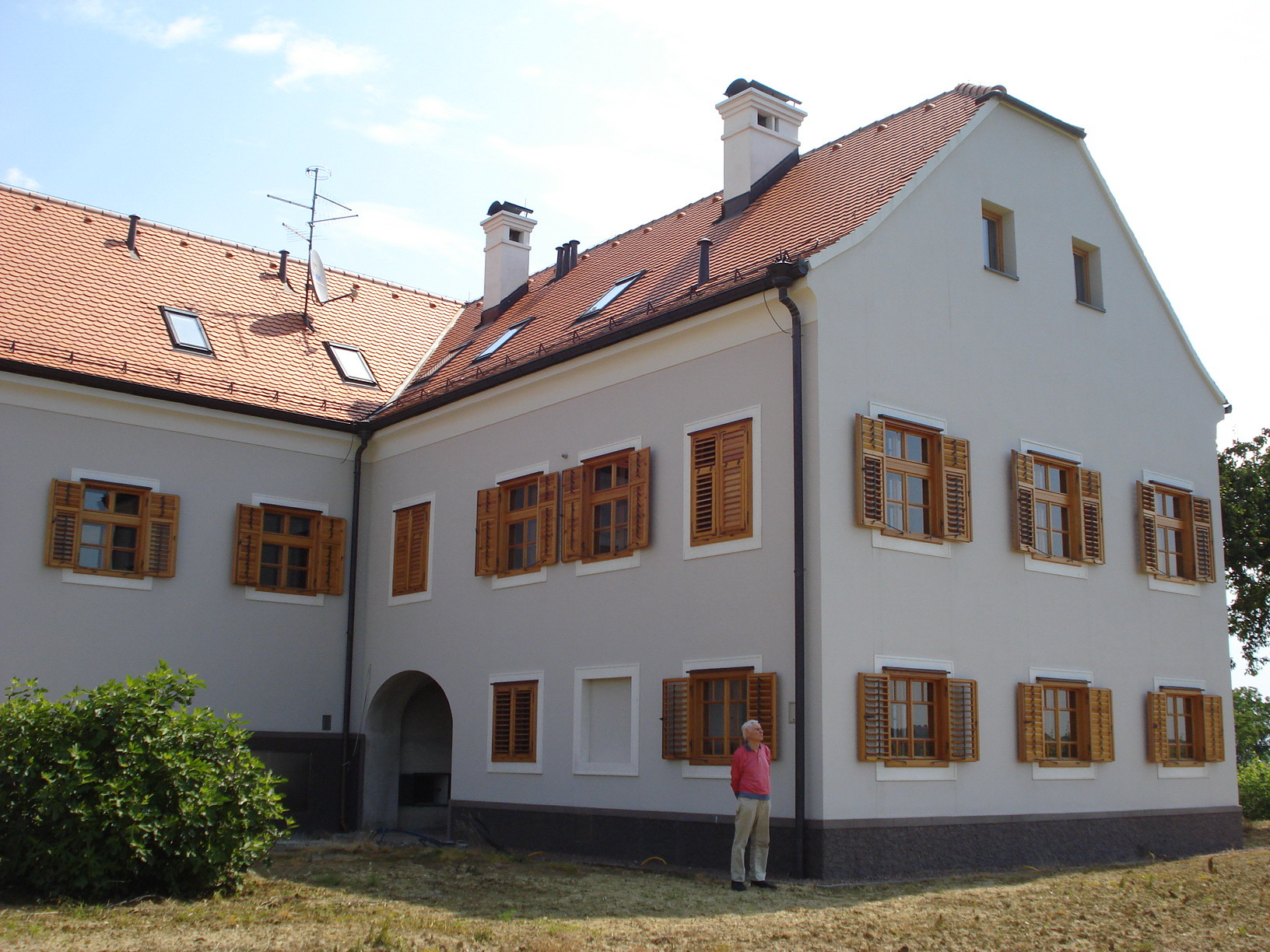
Westlicher Flügel des Schlosses
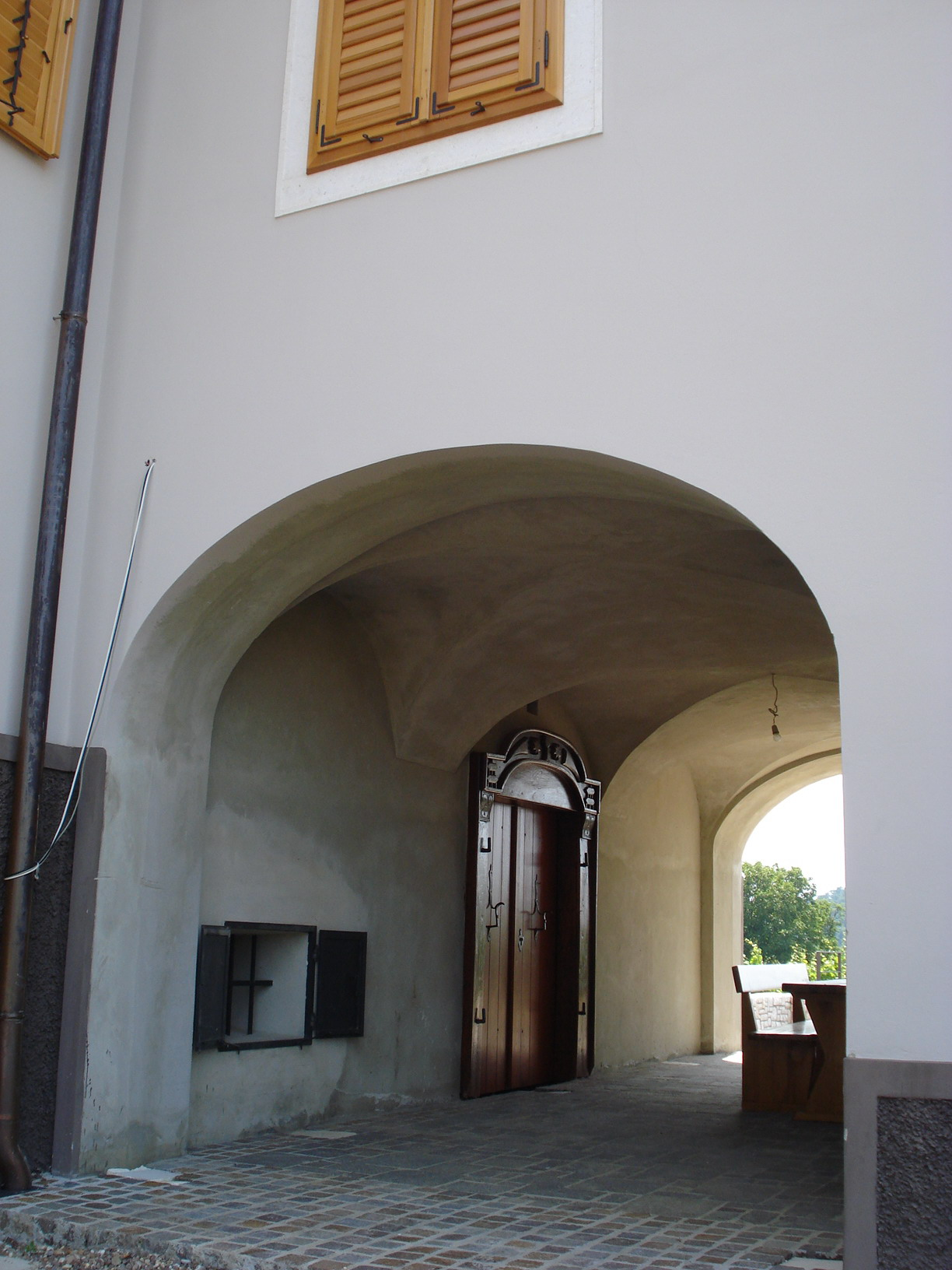
Eingangs-Arkade
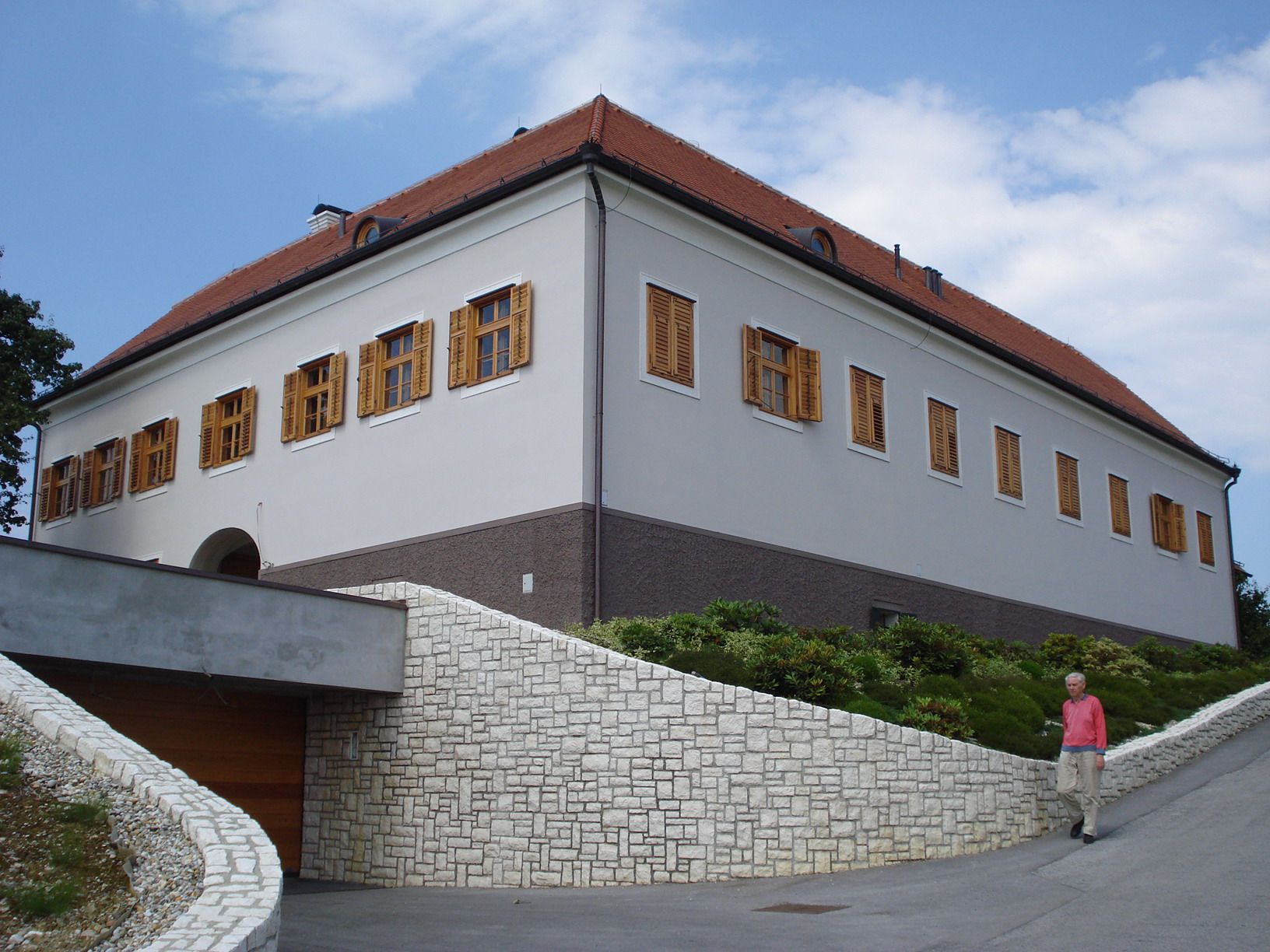
Blick von Südosten